# Santa Catarina (São Tomé e Príncipe)
Santa Catarina é uma cidade em São Tomé e Príncipe, do município de Lembá, com uma população estimada em 971 habitantes, em 2005.